# Ammodramus leconteii
Ammodramus leconteii е вид птица от семейство Овесаркови (Emberizidae).

## Разпространение
Видът е разпространен в Канада, Мексико и САЩ.